# Jernkirke
En jernkirke er en type kirkelig montagebygning af bølgeblik. De blev udviklet i midten af det 18. århundrede i Storbritannien. Bølgeblik blev for første gang brugt til tag i London i 1829 af Henry Robinson Palmer. Teknologien til at producere bølgeblikken blev efterfølgende forbedret, og for at undgå korrosion blev det galvaniseret med et lag zink, en proces der blev udviklet af Stanislas Sorel i Paris i 1830'erne. Efter 1850 blev der produceret mange typer montagebygninger, heriblandt kirker og kapeller.
"Jernkirken" er i nyere tid også blevet anvendt som slang om motionscentre.

### Yderligere læsning
- Elleray, D. Robert (1998), A Millennium Encyclopaedia of Worthing History, Optimus Books, ISBN 0-9533132-0-4
- Hadlow Down Book Committee (1999), Hadlow Down: an Autobiography (Incorporating Alice Catharine Day's Glimpses of Rural Life in Sussex), Hadlow Down: Hadlow Down Millennium Book Committee, ISBN 0-9537125-0-8
- Hartwell, Clare; Hyde, Matthew; Hubbard, Edward; Pevsner, Nikolaus (2011) [1971], Cheshire, The Buildings of England, Yale University Press, ISBN 978-0-300-17043-6
- Homan, Roger (1984), The Victorian Churches of Kent, Phillimore & Co., ISBN 0-85033-466-7
- Mornement, Adam; Holloway, Simon (2007), Corrugated Iron: building on the frontier, Frances Lincoln, ISBN 978-0-7112-2654-8
- Sherwood, Philip (2013), Around Heathrow Through Time, Amberley Publishing, ISBN 9781445626642
- Thomson, Nick (2011), Corrugated Iron Buildings, Shire Books, ISBN 978-0-7478-0783-4
- Ogilvie, Alasdair (2009), Tin Tabernacles & Others, Daglingworth, ISBN 978-1-906662-09-7
- Smith, Ian (2004), Tin Tabernacles: Corrugated Iron Mission Halls, Churches & Chapels of Britain, Camrose Media Ltd, ISBN 978-0-954712-60-0
- Smith, Ian (2010), Tin Tabernacles Postcard Album, Camrose Media Ltd, ISBN 978-0-956613-20-2